# Kevin Giovesi
Kevin Giovesi (ur. 8 listopada 1993 roku w Rho) – włoski kierowca wyścigowy.

## Życiorys
Kevin Giovesi karierę rozpoczął w 2005 roku, od startów w kartingu. W 2009 roku zadebiutował w serii wyścigów samochodów jednomiejscowych – Formule Lista Junior. Włoch już w pierwszym sezonie sięgnął po tytuł mistrzowski, zwyciężając łącznie w pięciu wyścigach (odnotował dublet na niemieckich torach – Nürburgring i Hockenheimring) oraz w sześciu startując z pole position.
W sezonie 2010 Giovesi awansował do Włoskiej Formuły 3. Ośmiokrotnie zdobywał punkty, najlepszy wynik uzyskując podczas pierwszego startu, na torze Misano World Circuit Marco Simoncelli, gdzie zajął szóstą pozycję. Został sklasyfikowany na 15. miejscu. W kolejnym roku startów zanotował znaczny progres wyników. Włoch trzykrotnie stanął na podium, z czego dwukrotnie na najwyższym stopniu (na Autodromo Enzo e Dino Ferrari i Mugello Circuit). Ostatecznie zmagania zakończył na 7. pozycji.
Sezon 2012 rozpoczął od startów w serii European F3 Open. Pomimo jazdy w starszym modelu (był zaliczany do kategorii Copa F308) Giovesi nie tylko zdominował inny puchar, ale także sześciokrotnie mieścił się w czołowej piątce ogólnej klasyfikacji, a podczas ostatniego startu, na torze Monza, zajął najniższy stopień podium. Dzięki uzyskanym punktom rywalizację ukończył na 6. pozycji, mimo iż opuścił ostatnią rundę, na Circuit de Catalunya. Giovesi ponownie zaangażował się we włoski cykl tej kategorii, startując w pięciu z ośmiu zaplanowanych eliminacji (opuścił pierwsze trzy). Włoch pięciokrotnie stawał na podium, w tym trzykrotnie na najwyższym jego stopniu (na Imoli i Vallelundze). We włoskiej edycji zmagania zakończył na 4. pozycji, natomiast w europejskiej był szósty. Włoch odnotował także jednorazowe występy w Formule Renault 2.0 NEC (na Hockenheimringu) i Formule Renault 2.0 Eurocup (na torze Ciudad del Motor de Aragón). Punkty zdobył w pierwszej z nich, plasując się odpowiednio na dwunastej i siódmej pozycji. Został sklasyfikowany na 40. miejscu.
Na sezon 2013 podpisał kontrakt z wenezuelską ekipą Lazarus GP, startującą w GP2. Od rundy na Silverstone Circuit startował także w Auto GP World Series z włoską ekipą Ghinzani Motorsport. Z dorobkiem 91 punktów uplasował się na szóstej pozycji w klasyfikacji generalnej.
W 2014 roku rozpoczął współpracę z nowo powstałą ekipą FMS Racing w Auto GP World Series. Wystartował łącznie w czternastu wyścigach, w ciągu których pięciokrotnie stawał na podium, w tym dwukrotnie na jego najwyższym stopniu. Uzbierał łącznie 155 punktów. Dało mu to piąte miejsce w końcowej klasyfikacji kierowców. Ponadto podczas ostatniej rundy sezonu serii GP2 Włoch dołączył do włoskiego zespołu Rapax. W głównym wyścigu uplasował się na dziewiętnastej pozycji, a w sprincie był dwudziesty. Został sklasyfikowany na 33 miejscu w klasyfikacji generalnej.

## Wyniki

### GP2
| Legenda oznaczeń w tabelach wyników Wyświetl szablon na nowej stronie | Legenda oznaczeń w tabelach wyników Wyświetl szablon na nowej stronie                                                                     |
| Oznaczenie                                                            | Wyjaśnienie |
| --------------------------------------------------------------------- | --- |
| Złoty                                                                 | Zwycięzca lub mistrzostwo |
| Srebrny                                                               | 2. miejsce lub wicemistrzostwo |
| Brązowy                                                               | 3. miejsce lub II wicemistrzostwo |
| Zielony                                                               | Ukończył, punktował (w klasyfikacji generalnej, gdy zdobył co najmniej jeden punkt na przestrzeni sezonu, poza trzema powyższymi opcjami) |
| Niebieski                                                             | Ukończył, nie punktował (w klasyfikacji generalnej, gdy nie zdobył co najmniej jednego punktu na przestrzeni sezonu)                      |
| Czerwony                                                              | Nie zakwalifikował się (NZ) |
| Czerwony                                                              | Nie prekwalifikował się (NPK) |
| Różowy                                                                | Nie ukończył (NU) |
| Różowy                                                                | Niesklasyfikowany (NS) (w klasyfikacji generalnej, gdy nie został sklasyfikowany w żadnym wyścigu sezonu)                                 |
| Czarny                                                                | Zdyskwalifikowany (DK) |
| Czarny                                                                | Wykluczony (WYK/EX) |
| Biały                                                                 | Nie wystartował (NW) |
| Biały                                                                 | Kontuzjowany (K/INJ) |
| Biały                                                                 | Wyścig odwołany (OD/C) |
| Bez koloru                                                            | Został wycofany (WYC/WD) |
| Bez koloru                                                            | Nie przybył (NP/DNA) |
| Bez koloru                                                            | Nie brał udziału w treningach (NT/DNP) |
| Bez koloru                                                            | Nie został zgłoszony (–) |
| Pogrubienie                                                           | Start z pole position |
| Kursywa                                                               | Najszybsze okrążenie wyścigu |
| †                                                                     | Nie ukończył, ale jego rezultat został zaliczony ze względu na przejechanie więcej niż 90% dystansu wyścigu.                              |
| *                                                                     | Sezon w trakcie |
| 1/2/3                                                                 | Punktowana pozycja w sprincie kwalifikacyjnym                                                                                             |
| Lista systemów punktacji Formuły 1                                    | |

| Rok  | Zespół               | Wyniki w poszczególnych eliminacjach | Wyniki w poszczególnych eliminacjach | Wyniki w poszczególnych eliminacjach | Wyniki w poszczególnych eliminacjach | Wyniki w poszczególnych eliminacjach | Wyniki w poszczególnych eliminacjach | Wyniki w poszczególnych eliminacjach | Wyniki w poszczególnych eliminacjach | Wyniki w poszczególnych eliminacjach | Wyniki w poszczególnych eliminacjach | Wyniki w poszczególnych eliminacjach | Wyniki w poszczególnych eliminacjach | Wyniki w poszczególnych eliminacjach | Wyniki w poszczególnych eliminacjach | Wyniki w poszczególnych eliminacjach | Wyniki w poszczególnych eliminacjach | Wyniki w poszczególnych eliminacjach | Wyniki w poszczególnych eliminacjach | Wyniki w poszczególnych eliminacjach | Wyniki w poszczególnych eliminacjach | Wyniki w poszczególnych eliminacjach | Wyniki w poszczególnych eliminacjach | Punkty | Pozycja |
| ---- | -------------------- | ------------------------------------ | ------------------------------------ | ------------------------------------ | ------------------------------------ | ------------------------------------ | ------------------------------------ | ------------------------------------ | ------------------------------------ | ------------------------------------ | ------------------------------------ | ------------------------------------ | ------------------------------------ | ------------------------------------ | ------------------------------------ | ------------------------------------ | ------------------------------------ | ------------------------------------ | ------------------------------------ | ------------------------------------ | ------------------------------------ | ------------------------------------ | ------------------------------------ | ------ | ------- |
| 2013 | Venezuela GP Lazarus | MAL                                  | MAL                                  | BHR                                  | BHR                                  | ESP                                  | ESP                                  | MON                                  | MON                                  | GBR                                  | GBR                                  | DEU                                  | DEU                                  | HUN                                  | HUN                                  | BEL                                  | BEL                                  | ITA                                  | ITA                                  | SIN                                  | SIN                                  | ARE                                  | ARE                                  | 0      | 29      |
| 2013 | Venezuela GP Lazarus | 16                                   | 10                                   | NU                                   | 17                                   | NU                                   | 17                                   | NU                                   | 20                                   | -                                    | -                                    | -                                    | -                                    | -                                    | -                                    | -                                    | -                                    | -                                    | -                                    | -                                    | -                                    | -                                    | -                                    | 0      | 29      |
| 2014 | Rapax                | BHR                                  | BHR                                  | ESP                                  | ESP                                  | MON                                  | MON                                  | AUT                                  | AUT                                  | GBR                                  | GBR                                  | DEU                                  | DEU                                  | HUN                                  | HUN                                  | BEL                                  | BEL                                  | ITA                                  | ITA                                  | RUS                                  | RUS                                  | ARE                                  | ARE                                  | 0      | 32      |
| 2014 | Rapax                | -                                    | -                                    | -                                    | -                                    | -                                    | -                                    | -                                    | -                                    | -                                    | -                                    | -                                    | -                                    | -                                    | -                                    | -                                    | -                                    | -                                    | -                                    | -                                    | -                                    | 19                                   | 20                                   | 0      | 32      |

### Podsumowanie
| Sezon | Seria                                         | Zespół                   | Wyścigi | Zwycięstwa | PP | NO | Podium | Punkty | Poz. koń. |
| ----- | --------------------------------------------- | ------------------------ | ------- | ---------- | -- | -- | ------ | ------ | --------- |
| 2009  | Formuła Lista Junior                          | Daltec Racing            | 12      | 5          | 6  | 2  | 9      | 184    | 1         |
| 2010  | Włoska Formuła 3                              | BVM – Target Racing      | 16      | 0          | 0  | 0  | 0      | 18     | 15        |
| 2010  | Włoska Formuła 3                              | JD Motorsport            | 16      | 0          | 0  | 0  | 0      | 18     | 15        |
| 2011  | Włoska Formuła 3                              | Lucidi Motors            | 16      | 2          | 0  | 1  | 3      | 184    | 7         |
| 2012  | European F3 Open                              | DAV Racing               | 14      | 0          | 0  | 0  | 1      | 93     | 6         |
| 2012  | European F3 Open (Puchar F308)                | DAV Racing               | 14      | 11         | 12 | 7  | 11     | 110    | 1         |
| 2012  | Włoska Formuła 3 (europejska edycja)          | Ghinzani Arco Motorsport | 14      | 3          | 0  | 0  | 5      | 121    | 6         |
| 2012  | Włoska Formuła 3 (włoska edycja)              | Ghinzani Arco Motorsport | 14      | 3          | 0  | 0  | 5      | 124    | 4         |
| 2012  | Formuła Renault 2.0 NEC                       | Daltec Racing            | 3       | 0          | 0  | 0  | 0      | 14     | 40        |
| 2012  | Formuła Renault 2.0 Eurocup                   | EPIC Racing              | 2       | 0          | 0  | 0  | 0      | 0      | 41        |
| 2013  | Seria GP2                                     | Venezuela GP Lazarus     | 8       | 0          | 0  | 0  | 0      | 0      | 29        |
| 2013  | Auto GP World Series                          | Ghinzani Motorsport      | 10      | 0          | 0  | 1  | 5      | 91     | 6         |
| 2014  | Auto GP World Series                          | Eurotech Engineering     | 14      | 2          | 2  | 0  | 5      | 155    | 5         |
| 2014  | Euroformula Open Championship (edycja zimowa) | DAV Racing               | 1       | 0          | 0  | 0  | 1      | 0      | NS†       |
| 2014  | Euroformula Open Championship                 | DAV Racing               | 2       | 0          | 0  | 0  | 0      | 0      | NS        |
| 2014  | Seria GP2                                     | Rapax                    | 2       | 0          | 0  | 0  | 0      | 0      | 33        |

† – Giovesi nie był zaliczany do klasyfikacji